# Countisbury
Countisbury est un hameau du Devon, en Angleterre.

## Toponymie
Countisbury est un nom d'origine vieil-anglaise. Il désigne une forteresse (burh, byrig au datif) appartenant à un dénommé Cynuit. Il est attesté sous la forme Contesberie dans le Domesday Book, compilé en 1086.

## Géographie
Countisbury est situé dans le nord du Devon, sur le littoral du canal de Bristol, au sein de la région naturelle d'Exmoor. Le village de Lynmouth se trouve à 3 km à l'ouest par la route A39 (en).
Administrativement, il forme depuis 2013 la paroisse civile de Brendon and Countisbury avec le village voisin de Brendon (en), situé à quelques kilomètres au sud-est. Elle relève du district non métropolitain de North Devon.

## Histoire
Countisbury est généralement identifié au site de la bataille de Cynuit, qui oppose les Anglo-Saxons aux Vikings en 878 et durant laquelle le chef viking Ubba est tué.
Le Domesday Book indique qu'en 1086, Countisbury compte 34 habitants et appartient à un seigneur anglo-normand nommé Guillaume la Chèvre (en). Il relève alors du hundred de Shirwell (en). Le manoir de Countisbury devient ultérieurement la propriété de l'abbaye de Forde et le reste jusqu'à la dissolution des monastères, en 1539.

## Démographie
Au recensement de 2011, les paroisses civiles de Countisbury et Brendon comptaient ensemble 205 habitants.
| 1801 | 1811 | 1821 | 1831 | 1841 |
| ---- | ---- | ---- | ---- | ---- |
| 120  | 113  | 118  | 187  | 185  |

| 1851 | 1881 | 1891 | 1901 | 1911 |
| ---- | ---- | ---- | ---- | ---- |
| 174  | 164  | 233  | 279  | 302  |

| 1921 | 1931 | 1951 | 1961 | 1971 |
| ---- | ---- | ---- | ---- | ---- |
| 433  | 317  | 118  | 80   | 75   |

## Culture locale et patrimoine
L'église paroissiale de Countisbury, dédiée à saint Jean, est un bâtiment de la fin du XVIIIe siècle et du début du XIXe siècle édifié sur le site d'une église plus anciene. Elle constitue un monument classé de grade II* depuis 1965.